# João Alfonso Esteves
João Alfonso Esteves (Azambuja, c. 1340 - Brujas, 23 de enero de 1415) fue un eclesiástico portugués. 
Nacido en el castillo de Azambuja en el seno de una familia de la nobleza portuguesa, fue consejero del rey Juan I, que en 1389 lo presentó para ocupar el obispado de Silves; transferido a Oporto dos años después y a Coímbra en 1398, en 1402 fue promovido al arzobispado de Lisboa. 
En el contexto del Cisma de Occidente, el antipapa Juan XXIII le creó cardenal con título de S. Pietro in Vincoli en el consistorio celebrado el 4 de junio de 1411, reteniendo la administración de Lisboa. 
Fallecido en Brujas (Flandes) a principios de 1415, sus restos fueron trasladados a la iglesia de San Salvador de Lisboa.